# Noel Percy Mander
Noel Percy Mander, MBE (* 19. März 1912 in Crouch in der Grafschaft Kent; † 18. September 2005) war ein britischer Orgelbauer.

## Leben
Mander wurde als Sohn des Verlegers Percy Mander und dessen Frau Constance Emmily, geborene Pike, in der Nähe von Wrotham geboren. Zu Beginn des Ersten Weltkrieges zog die Familie nach Brockley im Süden von London. Hier trat er in den Chor der St. Peter’s Church ein und erhielt Unterricht im Orgelspiel. Seine Mutter erhielt von Frederick Bridge, dem Organisten aus der Westminster Abbey, Orgelunterrichtsstunden. Im Jahr 1925 zog die Familie erneut um und Mander besuchte die Haberdashers’ Aske’s School in Hatcham. Da er die dortigen Räumlichkeiten als beengend empfand, verließ er diese jedoch schnell wieder und suchte sich eine Arbeit beim Verlagshaus A & C Black. Auch das Büroleben sagte ihm nicht zu, so dass er sich nach einem anderen Betätigungsfeld umsah. Schon bald fand er etwas, was seine Leidenschaft weckte, die Orgeln der anglikanischen Kirchen. Er schloss ich zunächst dem Orgelretaurator Ivor R. Davies an, eher sich im Jahr 1936 selbständig machte. Hierfür gründete er die „N. P. Mander Ltd.“ in den Räumlichkeiten einer Kirche in Stepney, von wo aus er begann, Orgeln zu restaurieren. So reparierte er insbesondere die Orgeln von St. Peter’s und im Bezirk Bethnal Green.
Bei der ersten Bombardierungswelle auf die Stadt London im Zweiten Weltkrieg wurde die Kirche, in der er seine Werkstatt hatte, zerstört, so dass er im Oktober 1940 in die Royal Artillery eintrat und im Norden Afrikas eingesetzt wurde. Während seines Militäreinsatzes restaurierte Mander zwei Orgeln in Algier und in Trani in Süditalien. Ab 1946 war er wieder in England aktiv, wo es aufgrund der Kriegsschäden mehr als genug zu tun gab. Er machte sich daher in der Folgezeit auch einen größeren Namen als Restaurator, denn als Orgelbauer.
Mander hatte zunächst eine neue Werkstatt im Norden von London und verlegte sie im Jahr 1946 in die Gebäude der Schule in Bethnal Green. Im Jahr 1947 heiratete er Enid Watson, mit der er drei Söhne und zwei Töchter hatte. Ein Beispiel für seine Arbeit ist eine Orgel aus dem 17. Jahrhundert in der Adlington Hall in Cheshire, die er in den Jahren 1958 bis 1959 restaurierte. Er restaurierte einige Orgeln von John Snetzler, einschließlich der im Peterhouse in Cambridge. Er pflegte Kontakte zu ausländischen Orgelbauern wie Dirk Flentrop und Rudolf von Beckerath, sein Sohn John Mander absolvierte in dessen Unternehmen Rudolf von Beckerath Orgelbau von 1969 bis 1973 eine Ausbildung, was ihm ermöglichte, sich auch über die neuesten Entwicklungen im Ausland zu informieren. Mander erhielt in den 1970er Jahren den Auftrag, die Orgel der St. Pauls Kathedrale wieder aufzubauen, ein Projekt, das fast fünf Jahren andauerte und rechtzeitig zum silbernen Thronjubiläum von Königin Elisabeth II. im Jahr 1977 fertiggestellt wurde. 1978 wurde er zum Member of Order of the British Empire ernannt. Als Mander im Jahr 1983 in den Ruhestand ging, übernahm sein Sohn John sein Unternehmen, das unter anderem 2002 bis 2004 die Orgel der Royal Albert Hall grundlegend instand setzte. Neben dem Orgelbau interessierte sich Mander für Geschichte, Uhrmacherei, Archäologie und Literatur. So war er beispielsweise ein Mitglied der Society of Antiquaries und engagierte sich aktiv im Rat der Christen und Juden.

## Werke (Auswahl)
Nachgewiesene Arbeiten
- 1959: Cheshire (Adlington Hall) Reparatur
- 1959: Rotherhithe (St. Mary’s) Reparatur und Erweiterung der Orgel von John Byfield aus dem Jahre 1765
- 1963: Peterhouse, Cambridge (Reparatur einer Snetzler-Orgel)
- 1969: Fulton, Missouri, USA (Nachbau einer Wren-Orgel)
- 1973: Aberdeen (St. Machar’s Kathedrale) Wiederaufbau der Willis-Orgel
- 1978: Chelsea (St. John’s Kathedrale)
- 1978: Clerkenwell (St. John’s) Restaurierung
- 1979: Cambridge (Pembroke College) Neubau
- 1981: London (Kathedrale St. Paul). Der Neubau erklang erstmals anlässlich der Hochzeit von Prinz Charles und Lady Diana.

Schriften
- A short account of the organs of St. Vedast, alias Foster, Forster lane …. London um 1962, OCLC 24397491.
- mit Cecil Clutton, Bernard Smith, Henry Willis: The organ in St. Paul’s cathedral. London 1977, OCLC 24458832.